# Bataille de Jiangxia
Guerres de la fin de la dynastie Han
La Bataille de Jiangxia (chinois simplifié : 江夏之战 ; chinois traditionnel : 江夏之戰 ; pinyin : Jiāngxià Zhī Zhàn) prit part au printemps de l'an 208 durant la fin de la dynastie Han en Chine antique. Plus précisément à Xiakou (aujourd'hui Wuhan, Hubei), dans l'ancien district de Jiangxia, à l'est de la province de Jing.
Les deux forces qui s'opposèrent furent celle du seigneur de guerre Sun Quan à l'attaque et celle de Huang Zu, grand administrateur de Jiangxia et lieutenant de Liu Biao, à la défense.

## Contexte
En l'an 191, Sun Jian, patriarche de la famille Sun et grand administrateur du district de Changsha, se fait tuer au combat lors d'une attaque contre les forces de Huang Zu, dans un conflit l'opposant à Liu Biao. Ses fils Sun Ce et Sun Quan songent alors à venger sa mort. Sun Ce, qui succède à son père, réussit à mettre sous son emprise de nombreux districts du sud-est de la Chine, notamment par sa conquête du Jiangdong en l'an 195. Sun Ce étend peu à peu son territoire vers l'ouest en longeant le Yangzi et repousse Huang Zu, qu'il défait à Shaxian en l'an 200.
Utilisant le prétexte de la vengeance, Sun Quan, qui succède à son frère aîné, poursuit ses offensives contre Huang Zu vers l'ouest dans les années qui suivent, sans toutefois pouvoir éliminer son ennemi juré. Huang Zu, de son côté, établit son quartier général à Xiakou, situé à la jonction du Yangzi et de la rivière Han.
Au printemps 208, Gan Ning, un ancien officier de Huang Zu ayant fait défection au profit de Sun Quan, suggère à ce dernier d'attaquer à nouveau Jiangxia. Gan Ning explique à son seigneur que Huang Zu commence à se faire vieux et que ses hommes de confiance ne sont que des incapables tout juste bon à s'occuper de leurs affaires personnelles et harceler leurs subordonnés. De plus, les arsenaux de Zu n’ont pas été réapprovisionné depuis un certain temps.
Malgré l'opposition de son conseiller Zhang Zhao, Sun Quan approuve le plan de Ning et lance les opérations en nommant Ling Tong commandant de l'avant-garde, Lü Meng commandant des forces navales et Zhou Yu responsable de la coordination des opérations. Cette fois-ci, Sun Quan espère bien venger la mort de son père, tout en s'emparant de Jiangxia, qui est le dernier verrou empêchant Quan de se lancer à la conquête de la province de Jing.

## La bataille

### Premiers combats
Pour contrer l'attaque de Sun Quan, Huang Zu donne à son général Zhang Shuo le commandement de l'avant-garde et nomme Chen Jiu amiral ; tout en restant à l’abri derrière les murailles de Jiangxia. Avant le début des combats, Zhang Shuo embarque avec ses soldats sur un grand navire pour partir en reconnaissance, mais il tombe sur Ling Tong, qui faisait de même de son côté. Au moment de cette rencontre, Tong est sur un petit navire et n'a avec lui que quelques dizaines de soldats de sa garde rapprochée, mais il réussit tout de même à pénétrer sur le navire de Shuo. Profitant de l'effet de surprise, Ling Tong tue Zhang Shuo et capture les marins de ce dernier.

### Impasse
Lorsqu'il apprend que Zhang Shuo est mort, Huang Zu déploie deux grands bateaux, des Mengchongs (en), recouverts de peaux de bœufs en face de Xiakou, afin de défendre l'accès au canal, et ancre ceux-ci avec l'aide de deux grandes cordes de cuir reliées à des pierres. Sur ces embarcations sont postés près de mille soldats d'élite équipés d'arbalètes tirant sur l'ennemi, tandis que d'autres sont déployés sur les rives pour lancer traits et rochers sur la flotte de Sun Quan.
Pour se débarrasser des mengchongs de Huang Zu, Zhou Yu envoie ses propres grands navires, mais ils sont détruits par les rochers jetés du haut de la falaise. Après plusieurs heures de combats, Zhou Yu se rend compte que les flèches tombent comme la pluie depuis les mengchongs et maintiennent l'armée de Quan à distance. Voyant qu’il n'arrivera à rien de cette manière, il se replie.

### Destruction des Mengchongs
Pour renverser le cours de la bataille, Zhou Yu confie une mission à Dong Xi et Ling Tong. Chacun d'entre eux prend la tête d'une petit force comptant une centaine de volontaires munis d'armures doubles et, montés à bord d'une grande barge, ils chargent les mengchongs malgré les tirs d'arbalétes. Après d'intenses combats, Dong Xi coupe les cordes auxquelles sont reliées les ancres et les bateaux sont emportés en aval, loin de la zone des combats et l'armée de Sun Quan, remotivée, peut enfin avancer pour mener l'attaque.
Du côté de la défense, Huang Zu ordonne à Chen Jiu de mener sa flotte au combat, mais ce dernier tombe rapidement sous la lame de Lu Meng. La mort de l'amiral de Zu désorganise complètement sa flotte, qui vaincue par celle beaucoup plus petite de Sun Quan. Dans le même temps, Ling Tong lance une attaque directement contre Jiangxia, qui tombe au premier assaut. Dès lors, la victoire de Sun Quan est totale.

### Chute de Huang Zu
Incapable de résister à l'attaque des troupes de Sun Quan, Huang Zu tente de fuir la ville, mais il est rattrapé et tué par un cavalier nommé Feng Ze. Sa tête est ensuite envoyée à Sun Quan, qui la dépose en sacrifice dans le temple de son père Sun Jian.

## Conséquences

### Conflits entre Ling Tong et Gan Ning
Si la mort de Huang Zu permet à Sun Quan d'assouvir sa vengeance, ce n'est pas le cas de Ling Tong, dont le père, Ling Cao, a été tué par une flèche tirée par Gan Ning durant la bataille de Xiakou, trois ans plus tôt. Les deux hommes étant maintenant auu service de Sun Quan, cela multiplie les tensions au sein de l'armée. Ainsi, peu de temps après la victoire, Ling Tong tente de provoquer Gan Ning lors d’un banquet se déroulant chez Lü Meng. En fin de compte, Sun Quan règle ce conflit en "exilant" Gan Ning sur une presqu’île, ce que Ling Tong juge équitable.

### Abandon de Jiangxia
Bien que Sun Quan ne put contenir ses positions aussi loin à l'ouest que Xiakou, l'élimination de son rival Huang Zu lui permit toutefois de contrôler plus de 800 kilomètres le long du Yangzi. De son côté, Liu Biao, qui ne donna pas un grand support à son lieutenant, ne perçut pas cette défaite comme une menace pour le contrôle de la province de Jing puisqu'elle eut peu d'incidence sur sa ligne de communication avec les districts du sud.
Cela n’empêche pas Liu Qi, le fils de Liu Biao, de tenter de reprendre le contrôle de Jiangxia, car il part vers l'est dès que Sun Quan quitte la ville avec les captifs. Mais Qi n'a pas le temps de consolider ses positions à Jiangxia, car la province de Jing est annexée par Cao Cao, peu après que son père soit mort de maladie. Par conséquent, Liu Qi installe ses soldats à Fankou (樊口), où il rencontre Liu Bei qui vient juste d'échapper à Cao Cao. Ensemble, ils se rendent à Xiakou pour demander l’aide à Sun Quan. Ce dernier abandonne l’idée de garder le contrôle de la ville après avoir appris que Cao Cao avait annexé le nord la Province de Jing. C'est Wen Ping, un général de Liu Biao ayant fait défection au profit de Cao Cao, qui devient le nouveau gouverneur de Jiangxia.